# مسجد ابن فارس
مسجد ابن فارس هو مسجد وكنيس سابق في الجزائر العاصمة. وكان يُطلَق عليه سابقاً كنيس الجزائر الكبير. كما أنه يُعرف باسم جامع اليهود.
حول الكنيس وعادت تسمية المكان رسميًا إلى مسجد ابن فارس، لكن بالنسبة للعديد من السكان لا يزال يُطلقون عليه جامع اليهود، أي «مسجد اليهود».

## التاريخ
يعود أصل تسمية المسجد وفقاً لما جاء في كتاب "مساجد مدينة الجزائر وزواياها وأضرحتها في العهد العثماني" لحموش، نسبة إلى الحي الذي يعيش فيه الحاج علي عبد العزيز بن فارس الذي هرب من الأندلس بعد سقوطها سنة 1492 ودخل إلى بجاية التي كانت قبلة للعلماء، ثم إلى الجزائر العاصمة واستقر بحي القصبة.
تأسس مسجد ابن فارس استناداً إلى المصادر التاريخية عام 1400م، كمسجد صغير كان يُطلق عليه اسم سيدي الحربي نسبة لأحد أولياء الله الصالحين، وبقي كذلك إلى غاية الاحتلال الفرنسي للجزائر عام 1830، حيث قام الفرنسيون ببيع المساحة المحيطة بالمسجد ليهود الجزائر الذين قاموا بهدم المسجد وبنوا مكانه معبداً لهم في سنة 1845.
بُني كنيس الجزائر الكبير في عام 1865 من الطوب على طراز المساجد المحيطة. وخلال ثورة التحرير الجزائرية، أضرمت النيران في الكنيس في يوليو 1960، وقتل العديد من اليهود. وفي 11 كانون الأول/ديسمبر من ذلك العام، تعرض الكنيس مرة أخرى للهجوم من قبل حشد من العرب، وتدنيس مخطوطات التوراة وكتب الصلاة. وبعد إجلاء اليهود من المدينة ورحيلهم إلى إسرائيل وفرنسا والولايات المتحدة، أُغلق المبنى أخيرًا ثم هُجر.[بحاجة لمصدر]

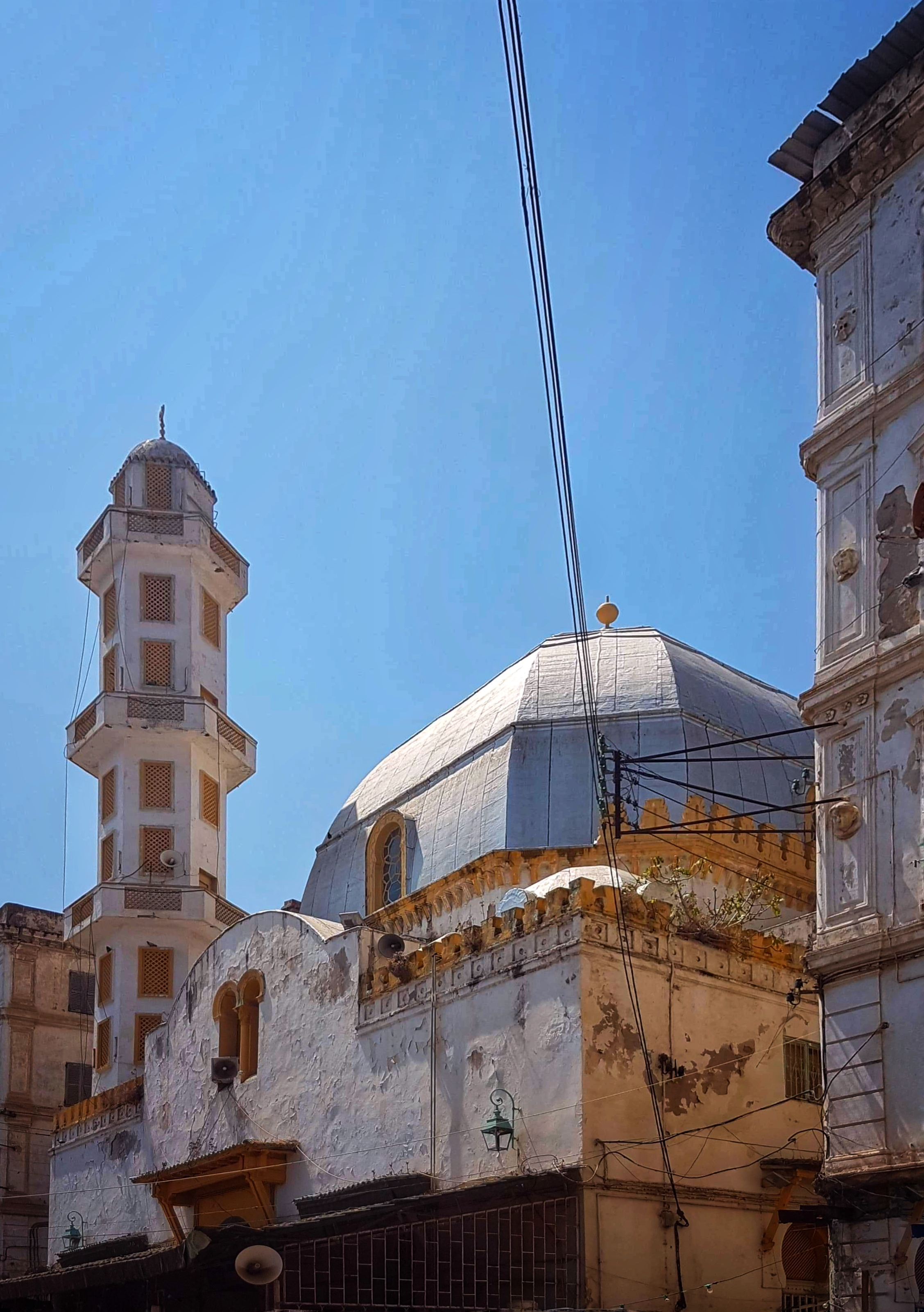
مسجد ابن فارس اليوم.

ظل مسجد ابن فارس معبدا يهوديا إلى غاية حصول الجزائر على استقلالها، ومن أشهر الأئمة الذين تعاقبوا على مسجد ابن فارس الشيخ عبد اللطيف سلطاني وهو أول إمام يؤم الناس بهذا المسجد عشية استرجاعه، إضافة إلى الشيخ أحمد سحنون والعلامة محمد شارف. صُمِّم المسجد الذي كان كنيساً من طرف قيوشن. وتمتد قاعة الصلاة في شكل مربع مُقسَّم على الطرفين الأيمن والأيسر بشرفتين تطلان على وسط المسجد، وفي الأعلى ترتفع قبة كبيرة التي يستعملها اليهود عادة في معابدهم في البلدان العربية، قبل أن تضاف إليه المئذنة فيما بعد لتعطيه الآن هيئة الجامع من الخارج. وتوجد به غرفة سقفها سداسي الأضلاع كشكل نجمة داود، وعلى امتداد جدران الغرفة مكتبة تتوزع فيها كتب التفاسير والفقه وطبعات مختلفة للقرآن، وتصل مساحته إلى 29,60 متراً مربعاً.

## أصل الكنيس
كان مكان الكنيس في السابق مسجدًا تأسس وفقًا للمصادر التاريخية عام 1400م، وسمي بمسجد سيدي الحربي على اسم أحد أولياء الجزائر العاصمة، وظل كذلك حتى الاحتلال الفرنسي للجزائر عام 1830 حيث باع الفرنسيون المنطقة المحيطة بالمسجد ليهود الجزائر الذين هدموا المسجد وأقاموا في مكانه كنيسًا لهم عام 1845.[بحاجة لمصدر]

## التحول إلى مسجد ابن فارس
بعد رحيل يهود من الجزائر في عام 1962 والذين حملوا الجنسية الفرنسية (منذ 1870 بمرسوم كريميو) مع المستعمرين الفرنسيين بعد استقلال الجزائر لأسباب سياسية، تم تحويل الكنيس إلى مسجد يسمى «مسجد ابن فارس».[بحاجة لمصدر]